# Melinnopsides capensis
Melinnopsides capensis är en ringmaskart som först beskrevs av Francis Day 1955.  Melinnopsides capensis ingår i släktet Melinnopsides och familjen Ampharetidae. Inga underarter finns listade i Catalogue of Life.